# Steinbach an der Steyr
Steinbach an der Steyr är en ort och kommun i Österrike. Den ligger i distriktet Kirchdorf i förbundslandet Oberösterreich,  160 km väster om huvudstaden Wien. 
Kommunen består av fyra orter (Ortschaften) (inom parentes invånarantal 1 januari 2024):
- Forstau (283)
- Pieslwang (274)
- Steinbach an der Steyr (884)
- Zehetner (525)